# 별이 뜬다네
《별이 뜬다네》는 음악 그룹 여행 스케치의 음반이다. 

## 수록곡
1. 기억, 그 위를 걷는 파란 낙타
2. 별이 뜬다네
3. Y의 축복송
4. 이렇게 살다가
5. 눈물이 난다
6. My Friend Good Friend
7. 잠자는 숲 속의 공주